# 16 Lyncis
16 Lyncis, eller Psi10 Aurigae (ψ10 Aurigae, förkortat Psi10 Aur, ψ10 Aur), som är stjärnans Bayerbeteckning, är en stjärna belägen i den sydvästra delen av stjärnbilden Lodjuret. Den har en skenbar magnitud på 4,90 och är svagt synlig för blotta ögat där ljusföroreningar inte förekommer. Baserat på parallaxmätningar beräknas den befinna sig på ett avstånd av ca 241 ljusår (ca 74 parsek) från solen.

## Egenskaper
16 Lyncis är en stjärna i huvudserien av spektralklass A2Vn. som för närvarande håller på att förbruka sitt förråd av väte i kärnan. Den har en radie som är ca 2,6 gånger den hos solen och en yttemperatur på ca 9 260 K. Dess yttemperatur är omkring 1,5 gånger solens och den utsänder från sitt ytskikt 17 gånger mer energi än solen.
16 Lyncis misstänks vara lätt variabel, vilket dock inte har bekräftats.